# Malanea fendleri
Malanea fendleri är en måreväxtart som beskrevs av Paul Carpenter Standley. Malanea fendleri ingår i släktet Malanea och familjen måreväxter. Inga underarter finns listade i Catalogue of Life.